# Живка Икономова
Живка Владимирова Икономова е българска старобългаристка и палеославистка, преводачка от старобългарски език, сътрудничка в Института за български език при БАН, дългогодишна преподавателка в Националната гимназия за древни езици и култури „Константин-Кирил Философ“.

## Биография
Живка Икономова е родена на 21 септември 1938 г. в град София. От 1961 до 1965 г. следва българска филология в Софийския университет „Св. Климент Охридски“. Още от първи курс е част от група студенти (сред които бъдещите медиевисти Иван Добрев и Елена Коцева), които имат траен интерес към средновековната българска книжнина. Върху по-задълбочените ѝ занимания оказва влияние и бъдещият българо-френският учен Цветан Тодоров, с когото я свързва интелектуално приятелство. Впоследствие защитава дисертация върху книжовното дело на Йоан Екзарх.
Работи в Секцията по история на българския език в Института за български език при БАН. В приятелски отношения е с чуждестранните медиевисти О. А. Князевская, Е. Блахова и А. Младенович, и с екипа на Археографската комисия на Националната библиотека на Сърбия в Белград.
През 1979 г. е вече хонорувана преподавателка по старобългарски език в Националната гимназия за древни езици и култури „Св. Контантин-Кирил Философ“ (НГДЕК) в София. По-късно заема редовно учителско място в гимназията като преподавателка по старобългарски език. Нейна колежка е Мирена Янакиева – дъщеря на Мирослав Янакиев.
В периода 1987 – 1988 г. работи в CIBAL (днес „Международен информационен център за балкански изследвания – СИБАЛ“). Важна нейна дейност там е описването и каталогизирането на славянските средновековни ръкописи на Балканите по специална програма и създаването на експериментална база данни.
През 2003 г. е удостоена с Наградата „Проф. д-р Петер Фишер-Апелт“ за постижения на учители в областта на хуманитарните науки (секция: класически езици) на Международната фондация „Св. св. Кирил и Методий“.
Умира на 25 август 2022 г. в София на 83-годишна възраст.

## Творческа и изследователска дейност
През 1975 г. съвместно с Дора Иванова-Мирчева издава „Хомилията на Епифаний Кипърски за погребение Христово и слизането на Христос в ада“ (1975). Това е неизвестен старобългарски превод на словото, открит от Иванова-Мирчева в Германовия сборник от 1359 г., който е различен от превода в Клоцовия и в Супрасълския сборник. Изданието е придружено от студия за старобългарския хомилиар и Епифаниевата хомилия, на старобългарският текст са дадени разночетения по познатия досега старобългарски превод и по гръцкия оригинал, с речник-индекс на думите и формите в новия превод от Германовия сборник, с гръцко-старобългарски речник с гръцките думи, които в двата превода са с различни старобългарски съответствия. Икономова е съавторка в работата по гръцкия текст и в прецизното изработване на речниците.
В излязлата през 1985 г. Кирило-Методиевска енциклопедия тя участва с в често цитираната си енциклопедична статия за Йоан Екзарх, в която прави обстоен критичен обзор на фактите от биографията му. Спира се на въпросите за превода на Богословието, на преводаческата му концепция, на дискусията за автора на текста на Македонския кирилски лист, преписите на Богословието, разпространението му в Древна Рус и по-късно. Поставя проблема за първоизворите на Шестоднева, за авторството на Йоан Екзарх, за гръцките текстове, за оригиналната авторска концепция в това съчинение, за многобройните му преписи, за времето на написване въз основа на поредица от факти, за съдържанието на отделните слова, включително и в богословски аспект, за значението на Шестоднева като извор за българската история и въздействието му върху староруската и руската литература. Говори и за поучителните и похвалните слова на Йоан Екзарх, особено за „Слово за Преображение“ и „Слово за Възнесение“, за отделните слова и на дискусионните въпроси, свързани с тях, както и за други съчинения с предполагаемо авторство на Йоан Екзарх. Анализира подробно преводаческата техника и езика на старобългарския книжовник, отчитайки и подлагайки на оценка мненията и наблюденията на различни учени. Представя изчерпателна библиография.
През 80-те г. съвместно с Иван Добрев и Анна-Мария Тотоманова участва в написването на учебниците по старобългарски език за X, XI и XII клас на НГДЕК, изградени върху програмата за обучението по старобългарски език, утвърдена от тогавашния Комитет за култура. В учебника за X клас се посочва, че това е първият по рода си опит да се напише учебник за средно училище, в което се изучават още два класически езика – старогръцки и латински. Правят се съпоставки както с тези два езика, така и със съвременния български език и с други езици, а също и с днешните български говори. В трите учебника са разработени и упражнения, приложена е христоматия с подбрани оригинални текстове от класическия старобългарски канон и с нормализирани старобългарски откъси, речник на изтълкувани непознати старобългарски думи с превод на съвременен български език. Учебникът за XII клас дава информация за развоя на старобългарското писмо, с разпространението на старобългарския книжовен език сред другите славянски народи, с въпросите на старобългарската лексика и словообразуване.
Докато работи в Секцията по история на българския език в Института за български език при БАН, е член на редакционната колегия и авторка на статии в двутомния Старобългарски речник в памет на чл.кор. проф. Кирил Мирчев и под ръководството на чл.кор. проф. Дора Иванова-Мирчева, излязъл през 1999 и 2009 г.
През 2003 г. участва с авторски статии в още един енциклопедичен справочник – „Старобългарска литература. Енциклопедичен речник“ със съставител Донка Петканова. Освен за „Азбуки, старобългарски“ пише статии и за някои значими старобългарски и среднобългарски паметници като: глаголическото „Асеманиево евангелие“ от втората половина на X век, Добрейшовото евангелие от първата половина на XIII век, Добромировото евангелие от началото на XII век, Енинския апостол от втората половина на XI век, Македонския (Гилфердингов) лист от края на XI век, Струмишкия апостол от края на XIII век, Струмишкия октоих от първата половина на XIII век, Хлудовия паримейник от 1294 – 1320 г.

## Публикации
- Хомилията на Епифаний за слизането в ада. Неизвестен старобългарски превод. София, 1975 (съавт. Дора Иванова-Мирчева)
- Старобългарски език за X клас на НГДЕК. София, 1983 (съавт. Иван Добрев и Анна Мария Тотоманова)
- Старобългарски език за XI клас на НГДЕК. София, 1985 (съавт. Иван Добрев и Анна Мария Тотоманова)
- Старобългарски език за XII клас на НГДЕК. София, 1986 (съавт. Иван Добрев и Анна Мария Тотоманова)
- Йоан Екзарх. – В: Кирило-Методиевска енциклопедия. Гл. ред. П. Динеков. Том 2. София, Издателство на БАН, 1985, с. 169 – 194
- Лексические совпадения Бесед Григория Двоеслова и Второго Жития Вячеслава с лексикой Иоанна Экзарха. – В: Palaeobulgarica, 17 (1993), № 3, с. 13 – 26 (съавт. Е. Блахова);
- Лексика бесед Григория Двоеслова и лексика Иоанна Экзарха. – В: Преславска книжовна школа. Т. 1. София, 1995, с. 283 – 289 (съавт. Е. Благова)
- Статии в: Донка Петканова, Старобългарска литература. Енциклопедичен речник. Велико Търново, Абагар, 2003
- Старобългарски речник. Т. 1. А–Н. Отг. редактор чл.кор. проф. Дора Иванова Мирчева. Редакционна колегия проф. Ангел Давидов, чл.кор. проф. Дора Иванова-Мирчева, Живка Икономова. София, 1999, XCI + 1027 с.; Т. 2. О–У. София, 2009